# Taylor Memorial Chapel
La Taylor Memorial Chapel est une chapelle américaine dans le comté d'El Paso, au Colorado. Construite selon les plans de John Gaw Meem dans le style Pueblo Revival en 1929, elle est inscrite au Registre national des lieux historiques depuis le 15 avril 1999.